# Ariane Girard
Ariane Girard, née le 28 janvier 1980, à Roberval, est une chanteuse lyrique et professeure de chant québécoise.

## Études et changement de carrière
Après deux années passées en Europe, Ariane subit une blessure au dos qui l’empêche de se produire sur scène jusqu’en 2013, l’obligeant à annuler une série de concerts et différents contrats en Allemagne. À la suite de cette blessure, elle découvre l’enseignement du chant et se consacre à cette discipline,.
Au fil de sa carrière, elle a pour professeurs de chant Luce Gaudreault, Marlena Malas, Lucette Tremblay, Adrianne Pieczonka, et Norma Newton, et collabore souvent avec le pianiste accompagnateur Martin Dubé. Inspirée par les conseils de ses professeurs, elle s'affilie avec des orthophonistes et phoniatres, dont l’ORL Dr. Chagnon à Montréal, pour aider les chanteurs ayant développé des nodules et autres problèmes vocaux. Elle donne également des classes de maître à l’étranger à l’occasion.

## Enseignement
Ariane enseigne à l’Atelier lyrique de l’Opéra de Montréal de 2016 à 2023, au Domaine Forget de 2021 à aujourd’hui et en 2024, à la Faculté de musique de l’Université de Montréal. Elle a également son studio privé à Montréal.

## Concerts et collaborations
En 2015, Ariane est la mezzo-soprano solo pour le Requiem de Verdi avec le Grand Chœur de Montréal sous la direction de Christian Gort. En 2017, elle donne un récital à la Cathédrale de Chicoutimi avec François Zeitouni. et en 2024, avec Raymond Perrin. En 2017, elle interprète les Kindertotenlieder de Mahler et en 2020, les Rückert Lieder de Mahler avec l’Orchestre symphonique de l'Isle. En 2018, elle donne un récital à la Chapelle St-Cyriac avec les Wesendonck Lieder de Wagner et Frauenliebe und Leben de Schumann, accompagnée de Louise-Andrée Baril.
En 2019, elle chante le Magnificat de Johann Sebastian Bach avec le Chœur de La Prairie. En 2021, elle donne un récital intitulé "L’amour dans tous ses états" à la Chapelle historique du Bon-Pasteur avec Elisabeth Polese, soprano, et Julien LeBlanc, pianiste. En 2022, elle est l'alto solo pour le Requiem de Mozart avec le Chœur St-Laurent. En 2023, elle donne un récital pour la Société d’art vocal de Montréal intitulé "Parfums Tsiganes" avec Martin Dubé au piano. Toujours en 2023, elle joue le rôle de Jeannine dans la création de l’opéra de Christian Thomas, "Messe Solennelle pour une pleine lune d’été", sous la direction de Thomas Leduc Moreau, avec les Violons du Roy au Palais Montcalm pour le Festival d’Opéra de Québec.

## Concours et jugement
Ariane a remporté plusieurs concours, dont le Grand prix du concours de musique du Canada à Calgary en 2003, elle obtient la 2e place au Concours de l’orchestre symphonique de Trois-Rivières en 2004 et participe à la finale du Maria Callas Grand Prize en 2004, du concours en 2009, et du Concorso Internazionale per cantate lirici en 2010. Elle est également finaliste du concours international de Marmande dans la catégorie "Mélodie française". 
Elle a été juge au Festival de musique du Royaume en 2015 et 2017, au Festival de Sherbrooke en 2016, au Concours de la relève musicale de Québec en 2015, et aux Auditions Nationales de l’Atelier lyrique de l’Opéra de Montréal de 2016 à 2023. Elle a également jugé les préliminaires du Concours de Musique International de Montréal en 2022.